# Balada pro pryncesu
Балада про принцесу (Balada pro pryncesu) (anglicky A ballad about princess, česky Balada o princezně) je píseň Ruslany Lyžyčkové, z jejího alba Myť vesny. Dzvinkyj viter live. Píseň se také nachází na albu Najkrašče. Skladbu složila sama Ruslana a slova napsala Anna Kryvuta.
Premiéra klipu „Balada pro pryncesu“ byla představena 31. prosince 1997, video se stalo prvním animovaným videoklipem na Ukrajině a bylo součástí vánočního televizního programu „Rizdvo z Ruslanoju“ (ukrajinsky Різдво з Русланою, česky Vánoce s Ruslanou) na TV stanici „1+1“. »

## Verze skladby
| Název                                | Délka |
| ------------------------------------ | ----- |
| Balada pro pryncesu (studiová verze) | 4:57  |
| Balada pro pryncesu (remix)          | 5:01  |
| Balada pro pryncesu (živě)           | 4:17  |